# Turbinolia
Genre
Turbinolia est un genre de coraux durs de la famille des Turbinoliidae.

## Liste d'espèces
Le genre Turbinolia comprend les espèces suivantes :
| Selon World Register of Marine Species (23 juillet 2015) : - Turbinolia multiserialis Michelotti, 1838 † - Turbinolia stephensoni (Wells, 1959) - Turbinolia sulcata Lamarck, 1816 † | Selon ITIS (23 juillet 2015) : - Turbinolia stephensoni (Wells, 1959) |

Selon Paleobiology Database (23 juillet 2015) :
- Turbinolia (Turbinolia)
- Turbinolia attenuata
- Turbinolia bowerbanki
- Turbinolia capayasensis
- Turbinolia claibornensis
- Turbinolia clarki
- Turbinolia costata
- Turbinolia dickersoni
- Turbinolia dispar
- Turbinolia dixoni
- Turbinolia fredericiana
- Turbinolia gerardi
- Turbinolia gigantissima
- Turbinolia humilis
- Turbinolia imbulata
- Turbinolia insignifica
- Turbinolia laminifera
- Turbinolia minor
- Turbinolia mitrata
- Turbinolia nilensis
- Turbinolia nystiana
- Turbinolia olssoni
- Turbinolia paniselensis
- Turbinolia pusillanima
- Turbinolia quaylei
- Turbinolia subtercisa
- Turbinolia tenuis
- Turbinolia vaughani
- Turbinolia vicksburgensis
- Turbinolia vincenti
- Turbinolia wautubbeensis
- Turbinolia weaveri